# Adelina Domingues
Adelina Ergangiola Domingues (19 de fevereiro de 1888 — 21 de agosto de 2002) foi a mais velha pessoa de sempre nascida em Cabo Verde e uma das poucas supercentenárias no mundo. Faleceu com a idade de 114 anos, sendo à data da sua morte a mais velha pessoa com nacionalidade norte-americana. Atualmente é considerada a 40ª pessoa mais velha de sempre com idade confirmada. Domingues foi apenas reconhecida como a pessoa mais velha do mundo em 2012, já que o caso de Kamato Hongo do Japão era considerado válido pelo Grupo de Pesquisa de Gerontologia (duvidas sérias foram submetidas à idade de Hongo por pesquisador belga Michel Poulain em 2010).

## Vida
Adelina nasceu na ilha Brava no Arquipélago de Cabo Verde e era filha de um capitão italiano e de uma senhora caboverdiana. Casou com José Manuel Domingues em 1906 do qual teve quatro filhos. Ambos emigraram para New Bedford no estado do Massachusetts em 1907.  Aí ingressou na Igreja do Nazareno, tornando-se missionária. Adelina enviuvou em 1950 e viveu na sua própria casa até aos 107 anos de idade. O seu maior desgosto foi ter sobrevivido aos seus quatro filhos e viveu os últimos anos de vida no lar em Spring Valley na Califórnia. Atribuiu a sua extrema longevidade à sua fé.